# Ducat de Noailles

Blasó dels ducs de Noailles i Ayen; de gules una banda d'or; corona ducal al cim

El comtat de Noailles fou un títol francès lligat al domini de Noailles, creat vers el 1540 pel rei de França en favor d'Antoni primer comte de Noailles (1540-1562) fill de Lluís senyor de Noailles (+1540)

## Llista de comtes de Noailles
- Antoni, comte de Noailles 1540-1562
- Enric I, comte de Noailles 1562-, comte d'Ayen 1593-1632
- Francesc I, comte de Noailles, comte d'Ayen 1632-1663 (fill)

El comtat fou elevat a ducat (sense pairia) amb l'agregació de tres altres senyories (Arches, Terrasson i Mansac) pel rei el 1883

## Llista de ducs de Noailles
- Anne, duc de Noailles, comte d'Ayen 1663-1678
- Anne Juli, duc de Noailles i mariscal de França, comte d'Ayen 1678-1708 (fill)
- Adrià Maurici, duc de Noailles (1708-1766) i mariscal de França, comte d'Ayen 1708-1737
- Lluís, duc d'Ayen 1737-1766, duc de Noailles (1766-1793)
- Joan Lluís, duc d'Ayen 1766-1793, duc de Noailles (1793-1824) (després de 1789 només el títol)
- Pau, duc d'Ayen 1793-1824, duc de Noialles (1824-1885)
- Juli Carles, duc d'Ayen 1824-1885, duc de Noailles (1885-1895)
- Adrià Maurici, duc d'Ayen 1885-1895, duc de Noailles (1895-1953)
- Joan Maurici, duc d'Ayen 1895-1945
- Francis Agenor, duc d'Ayen 1945-1953, duc de Noailles (1953-2009)
- Heli Maria, duc d'Ayen 1953-2009, duc de Noailles (2009-)
- Emmanuel Paul Lluís Maria, duc d'Ayen 2009- (hereu del títol de Noailles)